# Olio di Lorenzo
L'olio di Lorenzo è una miscela di trigliceridi monoinsaturi, usata nel trattamento dell'adrenoleucodistrofia per diluire la concentrazione, nel sangue e nei tessuti, dell'acido grasso saturo C26:0 (acido cerotico), altamente dannoso per la guaina mielinica. La miscela fa abbassare la presenza di acidi grassi saturi, ma porta a un aumento della concentrazione dell'acido grasso insaturo C26:1, la cui tossicità ancora non è ben conosciuta. La somministrazione della miscela, in associazione a una dieta ipolipidica, ha mostrato "buoni risultati". Tuttavia, nonostante la normalizzazione dei livelli di C26:0 nell'arco di 4-6 settimane, la terapia con l'olio di Lorenzo non ha arrestato la progressione neurologica.
Il nome deriva da quello di Lorenzo Odone, un bambino a cui i genitori, Augusto e Michaela, per primi somministrarono questa miscela, nell'ambito di un progetto di ricerca non ufficiale. Alla loro iniziativa si deve anche la fondazione del Progetto Mielina. Per i loro encomiabili sforzi e il loro contributo nel campo della neurologia e della medicina rigenerativa hanno ricevuto la laurea honoris causa in Medicina e Chirurgia dall'Università di Stirling.

## Origine
L'idea originaria fu che inibendo competitivamente l'enzima umano di elongazione si sarebbe potuto rallentare il processo di elongazione endogena degli acidi grassi saturi a partire dal C20:0, l'ultimo a venir degradato nei mitocondri, che quindi sarebbe preferenzialmente degradato nei mitocondri anziché andar incontro ad elongazione (che nella patologia è irreversibile). Come inibitore competitivo venne identificato il C22:1 (acido erucico), il cui prodotto finale viene ad essere il C26:1. Tale necessità venne riscontrata alla luce dell'inutilità verificata delle restrizioni dietetiche e del mega-supporto di acidi grassi a lunga catena monoinsaturi fino allora attuati, che indicava l'esistenza di un processo di elongazione endogena fino allora solo sospettato.

## Composizione
Per quanto attiene alla composizione, l'olio di Lorenzo è una miscela, di colore biancastro, di acidi grassi monoinsaturi, i cui componenti principali sono l'acido erucico (C22:1) e l'acido oleico (C18:1). I grassi intervengono nelle seguenti percentuali:
- 74%: acido oleico (C18:1);
- 24%: acido erucico (C22:1);
- 1%: acido linoleico (C18:2);
- 1%: altri acidi grassi.

## Meccanismo d'azione
La adrenoleucodistrofia (ALD) è una malattia di origine genetica che colpisce i perossisomi (organelli intracellulari contenenti vari enzimi utili per la β-ossidazione). I malati che sono affetti da questa patologia estremamente rara presentano livelli molto alti di concentrazione plasmatica e tissutale di acidi grassi. L'utilizzo dell'olio di Lorenzo nel trattamento è motivato dalla sua capacità di bloccare l'azione dell'enzima che produce gli acidi grassi a catena molto lunga (VLCFA, Very-Long-Chain Fatty Acids), i quali, legandosi a neurotossine batteriche circolanti, sono in grado di attaccare e distruggere la guaina mielinica.
La miscela compete con i sistemi di allungamento microsomiali degli acidi grassi, provocando la diminuzione della concentrazione nel sangue dell'acido grasso saturo C26:0 (acido cerotico), altamente dannoso per la guaina mielinica. L'olio di Lorenzo fa abbassare la presenza di acidi grassi saturi, ma porta a un aumento della concentrazione dell'acido grasso insaturo C26:1, la cui tossicità ancora non è ben conosciuta.
La somministrazione di questa miscela di acidi grassi monoinsaturi ha dato "buoni risultati", mostrandosi in grado di ridurre la concentrazione plasmatica di acidi grassi a lunga catena, con conseguente rallentamento nella progressione della patologia. L'evidenza clinica mostra che la somministrazione di questa terapia dietetica debba essere quanto più precoce possibile.
Nonostante la normalizzazione dei livelli di C26:0 nell'arco di 4-6 settimane, la terapia con l'olio di Lorenzo non ha arrestato completamente la progressione neurologica. Infatti, lo studio ha dimostrato l'efficacia dell'olio di Lorenzo nel prevenire l'inizio della malattia nei bambini che sono ancora presintomatici e nel rallentarne l'evoluzione nei bambini nei quali la patologia è già conclamata. Il 76% dei bambini trattati con il preparato dei coniugi Odone era ancora sano al termine della sperimentazione. Tuttavia l'olio non è in grado di curare la patologia, anche se può bloccarne gli effetti.